# 藤原家宗
藤原家宗（日语：／ Fujiwara no Iemune，817年—877年2月26日）是日本平安時代前期公卿，祖父是參議藤原真夏，父親是民部少輔藤原濱雄。官位為從三位參議。

## 生涯
承和年間，家宗歷任文章生、勘解由判官、春宮少進和藏人等職務，在齊衡3年（856年），40歲的家宗終於由正六位升至從五位下，並且在天安元年（857年）出任右少辨。
天安2年（858年），清和天皇即位後，家宗升至從五位上，並且先後於貞觀3年（861年）出任右中辨、貞觀5年（863年）升至正五位下左中辨、貞觀8年（866年）再升至從四位下、貞觀11年（868年）再升至從四位上藏人頭、貞觀12年（870年）獲任命為右大辨，家宗在清和天皇任內擔當辨官，並且屢獲提拔，最終在貞觀13年（871年）獲任命為參議，位列公卿。
其後，家宗作為議政官兼任左右大辨，並且在貞觀17年（875年）升至正四位下。貞觀19年（877年）正月，陽成天皇即位後不久，家宗獲升至從三位，但是在同年2月10日死去，享年61歲。最終官位是參議從三位行左大辨。
弘仁13年（822年），家宗在領地山城國宇治郡日野（現京都府京都市伏見區）建立了法家寺，並且供奉由最澄製作的藥師如來佛像。

## 官歷
- 沒有註明的項目是基於《六國史》。
- 承和年間：文章生（日语：紀伝道）[2]
- 承和15年（848年） 2月14日：勘解由判官[2]
- 嘉祥3年（850年） 11月27日：春宮少進[2]
- 齊衡元年（854年） 11月：藏人[2]
- 齊衡3年（856年）
  - 正月7日：從五位下
  - 5月25日：大炊頭（日语：大炊寮）
- 齊衡4年（857年）
  - 2月16日：兵部少輔
  - 6月19日：右少辨
- 天安2年（858年）
  - 4月19日：造東大寺大佛長官（日语：造寺司）
  - 11月7日：從五位上
  - 11月25日：中宮亮
- 貞觀元年（859年） 
  - 7月3日：修理東大寺大佛長官、
  - 9月：大嘗會（日语：大嘗祭）的裝束司次官（日语：装束司）
- 貞觀3年（861年）5月20日：右中辨
- 貞觀5年（863年）正月7日：正五位下
  - 2月16日：左中辨
  - 皇太后宮亮皇太后宮亮[2]
- 貞觀8年（866年）正月7日：從四位下
- 貞觀11年（868年）
  - 4月：藏人頭（日语：蔵人頭）[3]
  - 12月9日：從四位上
- 貞觀12年（870年） 正月25日：右大辨
- 貞觀13年（871年） 3月2日：參議[2]
- 貞觀14年（872年） 2月29日：參議兼讚岐權守[2]
- 貞觀15年（873年） 2月20日：參議兼讚岐守[2]
- 貞觀16年（874年） 2月29日：參議兼左大辨[2]
- 貞觀17年（875年） 正月7日：正四位下
- 貞觀19年（877年） 正月3日：從三位

## 家族
- 父：藤原濱雄（日语：藤原濱雄）
- 母：息長氏（日语：息長氏）之女
- 妻：藤原山蔭（日语：藤原山蔭）之女
  - 藤原弘蔭（日语：藤原弘蔭）
  - 藤原繼蔭（日语：藤原継蔭）